# Camilo Blas
José Alfonso Sánchez Urteaga, conocido como Camilo Blas (Cajamarca, 19 de marzo de 1903 - Lima, 26 de julio de 1985), fue un pintor indigenista peruano.

## Biografía
Camilo Blas tuvo por esposa a Ana María Siles y sus hijas son Elena, Hilda, Berta y Gabriela. Desde niño mostró su espíritu artístico mediante dibujos y bocetos. Gracias al apoyo de su tío, el artista cajamarquino Mario Urteaga, dio sus primeros pasos en la pintura. 
Ingresa a la Universidad Nacional de Trujillo para estudiar Derecho, carrera que culmina. Hizo sus estudios de arte en la Escuela Nacional de Bellas Artes de Lima bajo la dirección de Daniel Hernández y luego con José Sabogal. Tuvo como compañeros a Ricardo Flórez, Camino Brent y Julia Codesido. Desde 1933, fue profesor de artes plásticas durante muchos años y luego Director de la Escuela de Bellas Artes de Lima.
De estilo refinado, dentro de la corriente indigenista, supo agregar a sus dibujos un toque de sutileza y colorido propios. 
Por la gran cantidad de dibujos costumbristas peruanos que presentan sus obras, tanto de Cajamarca como de todo el Perú, también se le considera como el  "Pancho Fierro serrano".